# Fumiko Yokoi
Fumiko Yokoi (jap. 横井 文子, Yokoi Fumiko; * um 1940) ist eine ehemalige japanische Badmintonspielerin. 

## Karriere
Fumiko Yokoi gewann 1963 bei den japanischen Einzelmeisterschaften ihren einzigen nationalen Einzeltitel. 1965 gewann sie nochmals den Titel im Mixed. Im Finale des Uber Cups 1966, der Weltmeisterschaft für Damenmannschaften, konnte sie mit dem japanischen Team 1966 die USA bezwingen und somit Weltmeisterin werden. Yokoi besiegte dabei in ihrer Partie Caroline Jensen in zwei Sätzen mit 12:11 und 11:3.

## Sportliche Erfolge
| Saison | Veranstaltung                | Disziplin   | Platz | Name                         |
| ------ | ---------------------------- | ----------- | ----- | ---------------------------- |
| 1963   | Japan: Einzelmeisterschaften | Dameneinzel | 1     | Fumiko Yokoi                 |
| 1965   | Japan: Einzelmeisterschaften | Mixed       | 1     | Yoshiaki Tōjō / Fumiko Yokoi |
| 1966   | Uber Cup                     | Damenteam   | 1     | Japan                        |